# Toni Vodišek
Toni Vodišek (ur. 7 czerwca 2000 w Izoli) – słoweński kitesurfer. Mistrz Świata Formuły Kite z 2022 roku. Wicemistrz Letnich Igrzyskach Olimpijskich 2024 w inauguracyjnych zawodach Formuły Kite mężczyzn.

## Biografia
Vodišek urodził się 7 czerwca 2000 roku w Izoli w Słowenii. Jego ojciec również był kitesurferem, określanym jako jeden z „pionierów” tego sportu w Słowenii. Jego ojciec próbował dostać się na Letnie Igrzyska Olimpijskie 2012, gdy kitesurfing był brany pod uwagę jako dyscyplina olimpijska, ale jego kariera zakończyła się z powodu kontuzji.
W dzieciństwie próbował również swoich sił w narciarstwie, windsurfingu, snowboardzie, piłce nożnej, gimnastyce i piłce wodnej, gdzie był członkiem reprezentacji do lat 16.
Pierwsze doświadczenie Vodiška z kitesurfingiem miało miejsce, gdy miał sześć lat. W wieku dziewięciu lat zaczął brać udział w zawodach w dyscyplinie freestyle. Później przeszedł na wyścigi kitesurfingowe. 
W 2015 roku, w wieku 15 lat, Vodišek został wicemistrzem Europy i Świata Juniorów oraz zakwalifikował się do Pucharu Świata w Żeglarstwie ISAF 2015, gdzie dotarł do finału zawodów Formuły Kite . Następnie, od 2016 do 2018 roku, trzykrotnie z rzędu wygrywał Mistrzostwa Europy i Świata Juniorów. Brał również udział w zawodach seniorskich, zajmując szóste miejsce na Mistrzostwach Świata w 2017 roku i siódme na Pucharze Świata w 2018 roku. Vodišek reprezentował Słowenię na Letnich Igrzyskach Olimpijskich Młodzieży 2018, gdzie zdobył srebrny medal i był chorążym reprezentacji.
Vodišek zdobył srebro w Formule Kite na Mistrzostwach Europy seniorów w 2019 roku, co było pierwszym w historii medalem dla Słowenii w tej dyscyplinie. W tym samym roku wygrał również trzy zawody World Series. W 2020 roku rywalizował ze swoją siostrą Mariną na mistrzostwach Europy drużyn mieszanych, zajmując 10. miejsce. W sezonie 2021 zdobył jeden tytuł World Series, Mistrzostwo Europy, a później swoje pierwsze Mistrzostwo Świata w 2022 roku.
Vodišek zajął drugie miejsce na Mistrzostwach Świata w 2023 roku, dzięki czemu wywalczył kwalifikację do Letnich Igrzysk Olimpijskich 2024. Był to debiut Formuły Kite na igrzyskach. Został mianowany Słoweńskim Żeglarzem Roku 2023. Dotarł do finału Mistrzostw Świata 2024. 
Na Igrzyskach Olimpijskich w Paryżu przystąpił do finału z najlepszej pozycji, mając za sobą dwa zwycięstwa z wyścigów kwalifikacyjnych i potrzebował tylko jednego zwycięstwa, aby zapewnić sobie złoto w olimpijskim debiucie w tej dyscyplinie. Ostatecznie zdobył srebrny medal, plasując się na podium za Valentinem Bontusem z Austrii. Podczas ceremonii zamknięcia Igrzysk pełnił funkcję chorążego reprezentacji Słowenii.